# Begraafplaats van Dieweg

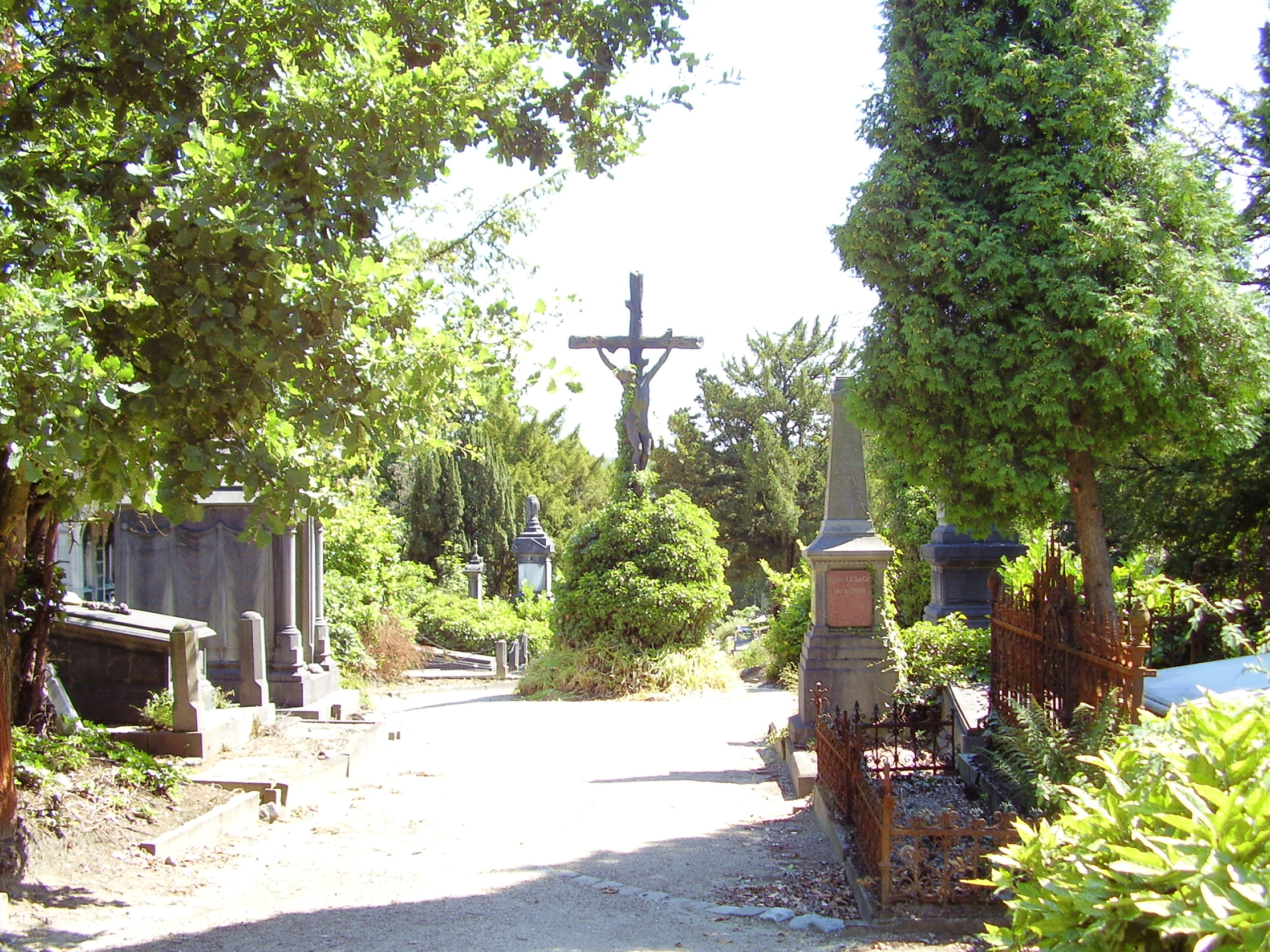
Begraafplaats van Dieweg

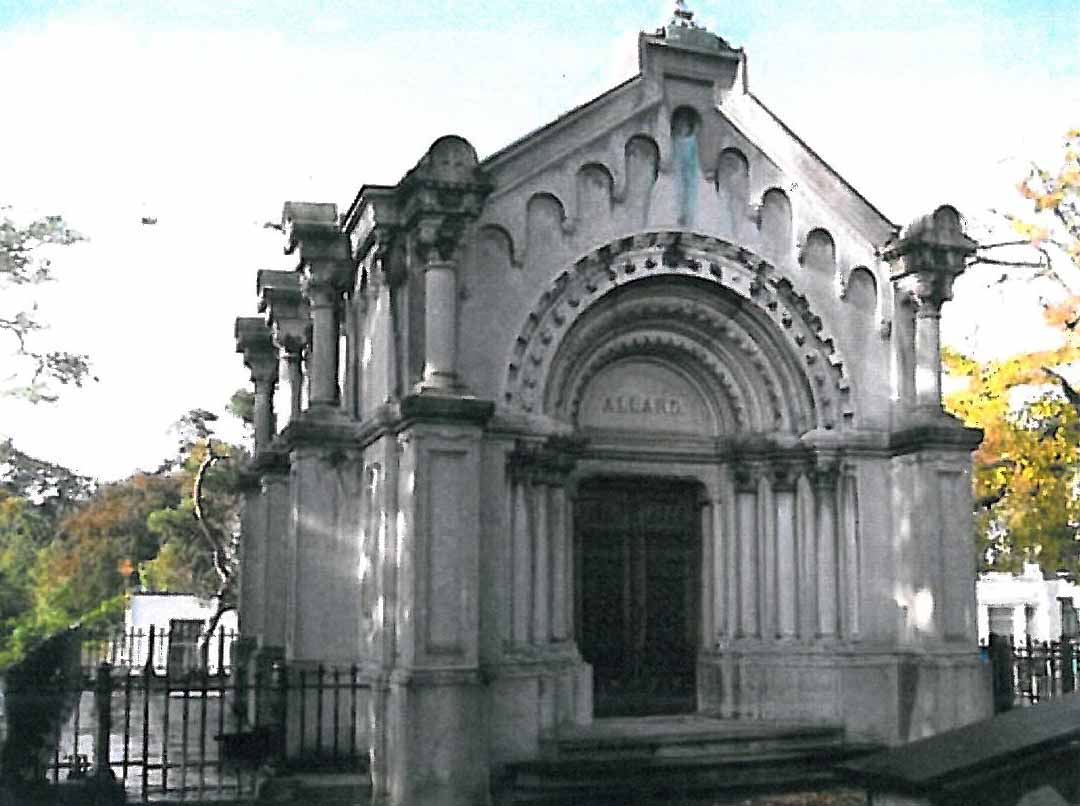
grafkapel Allard, Begraafplaats van Dieweg.

De Begraafplaats van Dieweg (ook wel kerkhof van de Dieweg) is een begraafplaats in de Belgische gemeente Ukkel in het Brussels Hoofdstedelijk Gewest, bekend door de vele graven uit de negentiende eeuw. De begraafplaats bevindt zich langs een oude weg, de Dieweg, op de noordelijke valleihelling van de Geleytsbeek, die uitkijkt op het Zoniënwoud.
Net als andere begraafplaatsen in Brussel werd de begraafplaats aangelegd bij een cholera-epidemie in 1866. Door een snel groeiende bevolking en door de sluiting van de begraafplaatsen van Sint-Job in 1871 en de Sint-Pieterskerk in 1876 groeide de begraafplaats al gauw uit. In 1877 werd ook de Joodse begraafplaats van Sint-Gillis buiten gebruik gesteld en de Joodse gemeenschap van Brussel kwam voortaan ook naar hier. Er waren uitbreiding in 1902, 1906 en 1923, maar de begraafplaats raakte vol. In 1945 werd een nieuwe begraafplaats in Verrewinkel geopend. Bijzetting werden zeldzaam en de begraafplaats werd buiten dienst gesteld in 1958. Toch werd Hergé hier nog begraven in 1983. In 1996 heeft koningin Fabiola de begraafplaats zelfs verzocht om een uitzondering te maken voor de violist Philipp Hirshhorn, die hier ook begraven ligt. Een aanpalend ereperk werd in 1988 verkaveld en verhuisde ook naar Verrewinkel.
Door het weinige onderhoud kon de natuur hier vrij haar gang gaan, wat leidde tot een rijke fauna en flora, gecombineerd met belangrijk funerair erfgoed. Men vindt er werken van onder anderen Victor Horta. Het kerkhof van de Dieweg werd in 1997 in zijn geheel beschermd als monument en als landschap.

## Bekende personen
Men vindt op de begraafplaats het graf van verschillende belangrijke families en bekende personen, waaronder:
- de bankiersfamilie Lambert
- de familie Errera, onder wie Giacomo Errera, oprichter van de Bank van Brussel, plantkundige Léo Errera, en Paul Errera
- Raphaël de Bauer, bankier
- Franz Philippson, bankier
- de familie Allard
- Hergé, striptekenaar
- Jean-Pierre Cluysenaar, architect
- Isabelle Gatti de Gamond, pedagoge
- Paul Hankar, architect
- Charles Woeste, katholiek volksvertegenwoordiger
- Philipp Hirshhorn, violist, eerste laureaat Koningin Elisabethwedstrijd 1967
- Frans Huygelen, beeldhouwer
- Auguste Danse, graveur
- Hubert Dolez, politicus
- François-Xavier De Bue, politicus
- Alphonse Asselbergs, kunstschilder
- Victor de Laveleye, politicus